# جيمس جي. جونز
جيمس جي. جونز (بالإنجليزية: James G. Jones)‏ هو ضابط أمريكي، ولد في 1934.